# Kosov (Bor)
Kosov je malá vesnice, část města Bor v okrese Tachov v Plzeňském kraji. Nachází se asi 4,5 kilometru východně od Boru. Kosov leží v katastrálním území Kosov u Boru o rozloze 4,77 km².

## Historie
První písemná zmínka o vesnici pochází z roku 1239.

## Obyvatelstvo
| Rok            | 1869 | 1880 | 1890 | 1900 | 1910 | 1921 | 1930 | 1950 | 1961 | 1970 | 1980 | 1991 | 2001 | 2011 | 2021 |
| -------------- | ---- | ---- | ---- | ---- | ---- | ---- | ---- | ---- | ---- | ---- | ---- | ---- | ---- | ---- | ---- |
| Počet obyvatel | 192  | 198  | 210  | 216  | 187  | 184  | 181  | 116  | 112  | 81   | 50   | 39   | 30   | 29   | 36   |
| Počet domů     | 35   | 37   | 38   | 38   | 37   | 36   | 36   | 31   | 21   | 22   | 18   | 20   | 19   | 22   | 22   |

## Obecní správa
Při sčítání lidu v letech 1850–1963 Kosov byl samostatnou obcí v okrese Tachov. Od roku 1964 je částí města Bor v okrese Tachov.

## Pamětihodnosti
- Venkovská usedlost čp. 14
- Venkovská usedlost ev. č. 4 (původně čp. 16)[8]
- Dub zimní – památný strom, roste na zahradě domu čp. 7[9]